# Pintassilgo (cầu thủ bóng đá)
Carlos Pedro Carvalho de Sousa (sinh ngày 30 tháng 7 năm 1985 ở Felgueiras), hay Pintassilgo, là một cầu thủ bóng đá người Bồ Đào Nha thi đấu cho Varzim S.C. ở vị trí tiền vệ.